# Cosmosoma buchwaldi
Cosmosoma buchwaldi là một loài bướm đêm thuộc phân họ Arctiinae, họ Erebidae.